# Венгрия на летних Олимпийских играх 1968
Венгрия принимала участие в летних Олимпийских играх 1968 года в Мехико в 15-й раз за свою историю. Страну представили 167 спортсменов в 15 видах спорта. Команда завоевала 32 медали.

## Медалисты
| Медаль  | Спортсмен | Вид спорта                  | Дисциплина                                 |
| ------- | --- | --------------------------- | ------------------------------------------ |
| Золото  | Дьюла Живоцки | Лёгкая атлетика             | Мужчины, метание молота                    |
| Золото  | Ангела Немет | Лёгкая атлетика             | Женщины, метание копья                     |
| Золото  | Михай Хес | Гребля на байдарках и каноэ | Мужчины, байдарка-одиночка, 1000 м         |
| Золото  | Тибор Татаи | Гребля на байдарках и каноэ | Мужчины, каноэ-одиночка, 1000 м            |
| Золото  | Дьёзё Кульчар | Фехтование                  | Мужчины, шпага, личное первенство          |
| Золото  | Чаба Феньвеши Дьёзё Кульчар Пал Надь Золтан Немере Пал Шмитт | Фехтование                  | Мужчины, шпага, командное первенство       |
| Золото  | Андраш Бальцо Иштван Мона Ференц Тёрёк | Современное пятиборье       | Мужчины, командное первенство              |
| Золото  | Иштван Башти Антал Дунаи Лайош Дунаи Карой Фатер Ласло Фазекаш Иштван Юхас Ласло Кеглович Лайош Кочиш Иван Менцель Ласло Надь Эрнё Носко Дежё Новак Миклош Панчич Иштван Саркози Миклош Салай Золтан Сарка Лайош Сюч | Футбол                      | Мужчины                                    |
| Золото  | Янош Варга | Борьба                      | Мужчины, греко-римская борьба, до 57 кг    |
| Золото  | Иштван Козма | Борьба                      | Мужчины, греко-римская борьба, свыше 97 кг |
| Серебро | Антал Кисс | Лёгкая атлетика             | Мужчины, ходьба 50 км                      |
| Серебро | Чаба Гици Иштван Тимар | Гребля на байдарках и каноэ | Мужчины, байдарка-двойка, 1000 м           |
| Серебро | Дьюла Петрикович Тамаш Вихман | Гребля на байдарках и каноэ | Мужчины, каноэ-двойка, 1000 м              |
| Серебро | Анна Пфеффер Каталин Рожньои | Гребля на байдарках и каноэ | Женщины, байдарка-двойка, 500 м            |
| Серебро | Йенё Камути | Фехтование                  | Мужчины, рапира, личное первенство         |
| Серебро | Ильдико Бобиш Паула Мароши Мария Гулачи Лидия Дёмёльки Ильдико Рейтё | Фехтование                  | Женщины, рапира, личное первенство         |
| Серебро | Андраш Бальцо | Современное пятиборье       | Мужчины, личное первенство                 |
| Серебро | Йожеф Чермей Антал Мелиш Золтан Мелиш Дьёрдь Шарлош | Академическая гребля        | Мужчины, четвёрки                          |
| Серебро | Ласло Хаммерль | Стрельба                    | Мужчины, малокалиберная винтовка лёжа      |
| Серебро | Имре Фёльди | Тяжёлая атлетика            | Мужчины, до 56 кг                          |
| Бронза  | Карой Байко | Борьба                      | Мужчины, греко-римская борьба, до 78 кг    |
| Бронза  | Йожеф Чатари | Борьба                      | Мужчины, вольная борьба, до 97 кг          |
| Бронза  | Андраш Боднар Золтан Дёмётёр Ласло Фелкаи Ференц Конрад Янош Конрад Михай Майер Ласло Шароши Янош Штайнметц Эндре Мольнар Денеш Почик Иштван Сивош-младший                                                           | Водное поло                 | Мужчины                                    |
| Бронза  | Иштван Чизмадиа Чаба Гици Имре Сёллёши Иштван Тимар | Гребля на байдарках и каноэ | Мужчины, байдарка-четвёрка, 1000 м         |
| Бронза  | Лазар Ловас | Лёгкая атлетика             | Мужчины, метание молота                    |
| Бронза  | Гергей Кульчар | Лёгкая атлетика             | Мужчины, метание копья                     |
| Бронза  | Йолан Клейбер | Лёгкая атлетика             | Женщины, метание диска                     |
| Бронза  | Аннамария Ковач | Лёгкая атлетика             | Женщины, пятиборье                         |
| Бронза  | Карой Бакош | Тяжёлая атлетика            | Мужчины, до 75 кг                          |
| Бронза  | Тибор Пежа | Фехтование                  | Мужчины, сабля, личное первенство          |
| Бронза  | Петер Баконьи Янош Кальмар Тамаш Ковач Миклош Месена Тибор Пежа | Фехтование                  | Мужчины, сабля, командное первенство       |
| Бронза  | Ильдико Рейтё | Фехтование                  | Женщины, рапира, личное первенство         |

## Результаты соревнований

### Академическая гребля
В следующий раунд из каждого заезда проходили несколько лучших экипажей (в зависимости от дисциплины). В финал A выходили 6 сильнейших экипажей, ещё 6 экипажей, выбывших в полуфинале, распределяли места в малом финале B.
Мужчины
| Соревнование | Спортсмены                 | Предварительный заезд | Предварительный заезд | Предварительный заезд | Отборочный заезд | Отборочный заезд | Отборочный заезд | Полуфинал | Полуфинал | Полуфинал | Финал   | Финал   | Итоговое место |
| Соревнование | Спортсмены                 | Заезд                 | Время                 | Место                 | Заезд            | Время            | Место            | Заезд     | Время     | Место     | Время   | Место   | Итоговое место |
| ------------ | -------------------------- | --------------------- | --------------------- | --------------------- | ---------------- | ---------------- | ---------------- | --------- | --------- | --------- | ------- | ------- | -------------- |
| двойки       | Ласло Ромвари Андраш Пальи | 3                     | 7:33,31               | 3                     | 1                | 7:26,39          | 3 Q              | 2         | 7:45,73   | 5 QB      | Финал B | Финал B | 9              |
| двойки       | Ласло Ромвари Андраш Пальи | 3                     | 7:33,31               | 3                     | 1                | 7:26,39          | 3 Q              | 2         | 7:45,73   | 5 QB      | 7:26,00 | 3       | 9              |